# 아이린 미라클
아이린 미러클(Irene Miracle, 1954년 1월 24일 ~ )는 미국의 배우, 영화 제작자이다.
스틸워터에서 태어났다.

## 영화
- 디재스터 (1996년)
- 워쳐스 대습격 2 (1990년)
- 부서진 꿈 (1990년)
- 초능력 슈퍼캅 (1989년)
- 정오의 협박자 (1989년)
- 조종자 (1989년)
- 인페르노 (1980년)
- 미드나잇 익스프레스 (1978년) - 수잔 역
- 나이트 트레인 머더스 (1975년)